# Ото I фон Регенсбург
Ото I фон Регенсбург (на немски: Otto I von Regensburg; † ок. 21 октомври 1143) от род Бабони е граф и бургграф на Регенсбург и ландграф на (днес част от Нитенау) в Бавария.
Той е син на Хайнрих I фон Регенсбург, бургграф и граф на Регенсбург и Зинцинг († сл. 30 септември 1083).

## Фамилия
Ото се жени за Аделхайд фон Пльотцкау († 1124), дъщеря на граф Дитрих фон Пльотцкау и съпругата му Матилда фон Валбек.
Те имат децата: 
- Хайнрих III фон Регенсбург († 27 ноември 1174), бургграф на Регенсбург, женен I. за Берта Австрийска (* 1124, † 1160), дъщеря на маркграф Леополд III
- Ото II фон Щефлинг (* ок. 1150; † 16 август 1175), ландграф и бургграф на Регенсбург, ландграф на Щефлинг, женен за Аделхайд фон Вителсбах (* ок. 1150), дъщеря на граф Ото V фон Шайерн, пфалцграф фон Вителсбах († 1156)
- Фридрих фон Щефлинг
- Лютгард фон Щефлинг († 1150)